# Talesan
Talesan is een bestuurslaag in het regentschap Wonogiri van de provincie Midden-Java, Indonesië. Talesan telt 2789 inwoners (volkstelling 2010).